# バーバラ・ジョーンズ

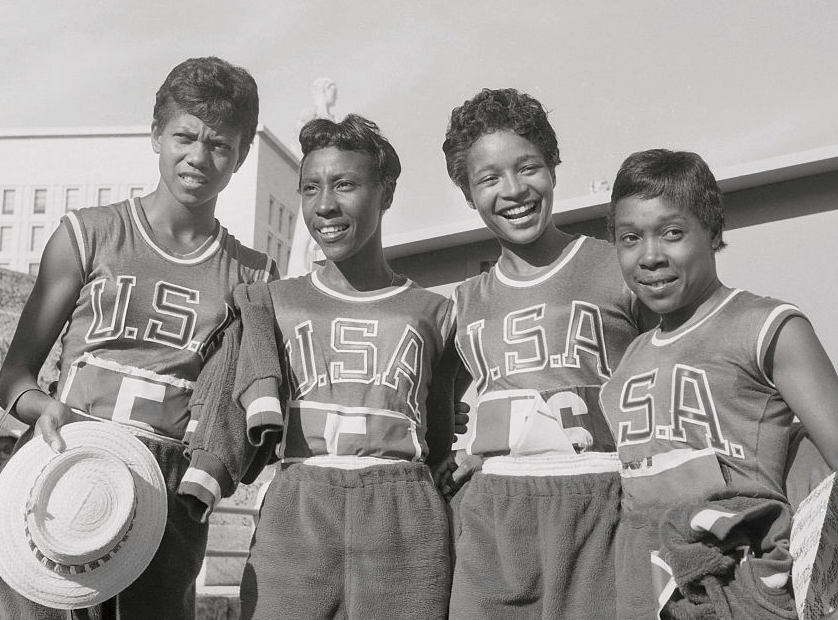
1960年ローマオリンピックのリレーメンバー

バーバラ・パール・ジョーンズ (Barbara Pearl Jones、1937年3月26日- )は、アメリカ合衆国シカゴ出身の陸上競技選手。ヘルシンキ、1960年ローマオリンピックの金メダリスト。

## 経歴
ジョーンズは、1952年ヘルシンキオリンピックの4×100mリレーに出場した。メイ・ファッグス、ジャネット・モロー、キャサリン・ハーディとともに、45.9秒の世界新記録で金メダルを獲得し、男女を通じて当時の最年少金メダリスト（15歳123日）となった。彼女は、4年後の1956年メルボルンオリンピックの出場はならなかったものの、1960年ローマオリンピックに再び出場した。この大会も4×100mリレーで、マーサ・ハドソン、ルシンダ・ウィリアムズ、そして100m・200mの金メダリストのウィルマ・ルドルフとともに、金メダルを獲得した。

## 主な実績
| 年   | 大会                   | 場所                     | 種目         | 結果 | 記録    |
| ---- | ---------------------- | ------------------------ | ------------ | ---- | ------- |
| 1952 | オリンピック           | ヘルシンキ(フィンランド) | 4×100mリレー | 1位  | 45.9秒  |
| 1955 | パンアメリカンゲームズ | メキシコシティ(メキシコ) | 100m         | 1位  | 11.90秒 |
| 1959 | パンアメリカンゲームズ | シカゴ(アメリカ合衆国)   | 60m          | 2位  | 7.4秒   |
| 1960 | オリンピック           | ローマ(イタリア)         | 4×100mリレー | 1位  | 44.5秒  |